# جبهة داخلية (فلم)
الجبهة الداخلية (بالإنجليزية: Homefront) هو فيلم حركة أُصدر في الولايات المتحدة سنة 2013. الفيلم من إخراج جاري فليدر.

## طاقم التمثيل
- جيسون ستاثام
- جيمس فرانكو
- وينونا رايدر
- كايت بوسورث
- راشيل لفيفر

## القصة
فيل بروكر (جيسون ستاثام) ضابط شرطة سابق بإدارة مكافحة المخدرات ينتقل هو وإبنته الصغيرة مادي لبلدة أخرى من أجل الهدوء والسكينة. ولكن تنقلب حياته رأساً على عقب عندما تقوم إبنته بمشاجرة مع زميلها تيدي كلوم بفناء المدرسة وعندما أتي بروكر للمدرسة أصر والد تيدي المشاجرة معه ولكن يخسر والد تيدي المواجهة وتقرر بعدها والدة تيدي الانتقام بمساعدة أخيها جاتور بودين (جيمس فرانكو) تاجر المخدرات
. وعندها يصطدم بروكر بعصابة لتهريب المخدرات كان لها ثأر قديم معه فيجد فيل بروكر أن عائلته يتربص بها خطر شديد ويتعين عليه فعل ما في وسعه من أجل الحفاظ عليها.

## الممثلون والشخصيات
- جيسون ستاثام (بدور: فيل بوكر)
- جيمس فرانكو (بدور: مورغان بودين)
- وينونا رايدر (بدور: شيريل موت)
- كايت بوسورث (بدور: كاسي بودين)
- راشيل لفيفر (بدور: سوزان هاتش)

## الميزانية والإيرادات
بلغت تكلفة إنتاج الفيلم حوالي 22 مليون دولار بينما حقق أرباحاً تقدر بـ 31,358,898	دولار.

## وصلات خارجية
- مقالات تستعمل روابط فنية بلا صلة مع ويكي بيانات

لا توجد روابط لمواقع التواصل الاجتماعي.